# Dream Frequency
Dream Frequency, eine Ende der 1980er von den Brüdern Ian und Mark Bland gegründete britische House-Band, trat zunächst nur bei lokalen Veranstaltungen in englischen Rave-Clubs wie Shelley's als Live-Gig auf.

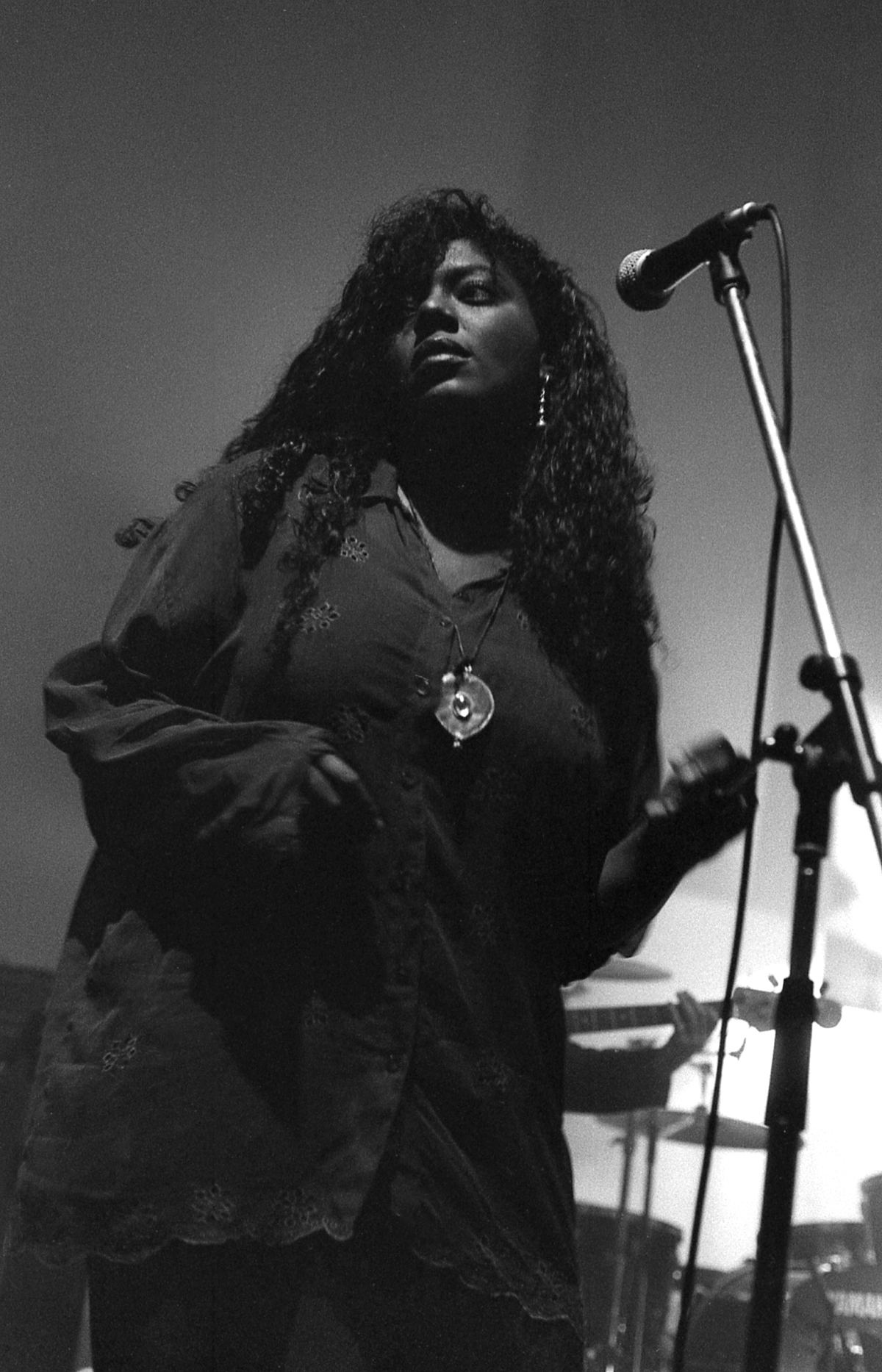
Denise Johnson 1991

Während Mark Bland bis zu seinem Ausstieg nur im Hintergrund agierte, gilt Ian Bland – der auch die Songs schrieb – als der eigentliche Kopf von Dream Frequency. Unterstützt wurde Bland damals von Debbie Sharp, die für den vocal part verantwortlich zeichnete. Für den Szene-Club-Hit Love Peace and Harmony wurde 1990 die Sängerin Denise Johnson engagiert.
Anfang 1992 erlangte das Projekt mit ihrem ersten Hit Feel so real Bekanntheit in der Rave-Szene weit über die Grenzen Englands hinaus und konnte kurz danach mit dem Hit Take me den Erfolg bestätigen bzw. ausbauen. Beide Tracks kamen damals in die Top 20 der englischen Charts.
Nach längerer Pause wurde Dream Frequency Anfang dieses Jahrtausends wieder zum Leben erweckt und ist nach wie vor auf englischen Live-Gigs – aber auch international – vertreten.